# Лечебен ранилист
Лечебеният ранилист (Betonica officinalis, син. Stachys officinalis) е вид двусемеделно многогодишно тревисто растение от семейство Устноцветни (Lamiaceae).

## Разпространение
Видът е разпространен из пасища, ливади и открити местности в почти цяла Европа, Западна Азия и Северна Африка.

## Описание
Достига 30-60 cm височина. Листата са продълговати, до яйцевидно-продълговати. Цветовете му са розово-червени, като цъфти в средата на лятото от юли до септември.